# Porella platyphylloidea
Porella platyphylloidea là một loài rêu tản trong họ Porellaceae. Loài này được (Schwein.) Lindb. miêu tả khoa học lần đầu tiên năm 1876.